# حمید ریحانی
حمید ریحانی یک کشتی‌گیر فرنگی کار متولد شیراز است.‌ او نفر سوم بازی‌های آسیایی ۲۰۰۶ دوحه در رشته کشتی فرنگی وزن۶۶ کیلوگرم بود. او همچنین در مسابقات آسیای کره جنوبی نیز دوبنده تیم ملی ایران به تن داشت که موفق به کسب مدال نشد. او به همراه تیم ملی کشتی فرنگی جام جهانی کشتی فرنگی ۲۰۱۰ ارمنستان به مقام قهرمانی دست یافت